# Les Rigi
Pour l’article homonyme, voir Rigi.
Les Rigi est le nom donné à une série de trois tableaux à l'aquarelle réalisés en 1842 par l'artiste britannique Joseph Mallord William Turner représentant le sommet du Rigi, dans les Alpes de Suisse centrale, vu depuis Lucerne au bord du lac des Quatre-Cantons, région qu'il avait visitée l'été précédent. Considérées comme faisant partie de ses plus belles œuvres, ces aquarelles capturent les effets transitoires de la lumière à différents moments de la journée dans les conditions atmosphériques particulières du Rigi. 
- Aube sur le Rigi bleu (The Blue Rigi, Sunrise), plus connu sous le nom de Rigi bleu (The Blue Rigi), représente le sommet dans la lumière du petit matin. Le tableau a été acquis en 2007 par la Tate Gallery de Londres pour 4,95 millions de livres sterling, soit la plus grosse somme payée par la Tate pour l'acquisition d'une seule œuvre d'art ; le musée conserve par ailleurs de nombreux croquis préparatoires entrés au musée  dans le cadre du legs Turner.
- Rigi rouge (The Red Rigi) est exposé à la National Gallery of Victoria à Melbourne en Australie et montre la montagne éclairée par la lueur chaude du soleil couchant.
- Rigi noir (The Dark Rigi) fait partie d'une collection privée.

## Contexte
Turner a peint plusieurs variantes du Rigi en 1842, après une visite en Suisse l'été précédent ; à son retour, pendant l'hiver 1841-1842, il propose à son marchand Thomas Griffith de réaliser quinze esquisses à l'aquarelle, à partir desquelles les acheteurs potentiels pourraient choisir dix sujets à travailler sous forme d'aquarelles abouties, qui seraient vendues au prix de 80 guinées,. La plupart ont été achetés par le collectionneur et mécène de Turner, Hugh Andrew Johnstone Munro of Novar (en), qui a demandé à Turner de terminer Rigi noir. 
Le critique d'art victorien John Ruskin a peut-être été le premier à décrire les trois tableaux de la série  : « Turner n'avait jamais réalisé de dessins [aquarelles] comme ceux-ci auparavant, et n'en a plus jamais refait de comparables après eux [...] Ici, il ne laisse pas voir sa main, mais son cœur » ». Les différentes couleurs et ambiances de la série Rigi de Turner ont été mises en parallèle avec les estampes de Hokusai du mont Fuji, les peintures de Cézanne du mont Sainte-Victoire et la série de Monet consacrée à la cathédrale de Rouen.

## Les tableaux

### Rigi bleu
Rigi bleu représente la montagne Rigi en Suisse centrale, vue du sud-ouest sur le lac des Quatre-Cantons ; elle est bleue dans la lumière du petit matin, couronnée de voiles de brume matinale. La tonalité est constituée de couches de couleur, avec une grande finesse de détail grâce au hachurage croisé au pinceau fin ; les hachures du ciel se fondent avec celles de la montagne. Deux « étoiles », dont la plus brillante est souvent identifiée à tort comme Vénus, brillent dans le ciel jaune du matin au-dessus, où la peinture a été grattée avec un ongle pour révéler le fond blanc brillant. Au premier plan à gauche, dessinés à la plume et à l'encre brune, on aperçoit des canards s'élever du lac de Lucerne, alarmés par un coup de feu et pourchassés par deux chiens, au premier plan à droite.
Turner a vendu Rigi bleu en 1842 par l'intermédiaire du marchand Thomas Griffith à Elhanan Bicknell (en), un homme d'affaires londonien, armateur enrichi par la pêche à la baleine, qui avait déjà acheté plusieurs œuvres de Turner. Lors de la vente après-décès de la collection de Bicknell en avril 1863 chez Christie's à Londres, le tableau est vendu pour 296 guinées au marchand d'art Agnew's, et revendu un mois plus tard à John Edward Taylor, fils du fondateur du Manchester Guardian qui avait succédé à son père, l'un des principaux collectionneurs des aquarelles de Turner, dont il fera plusieurs donations à des musées en Grande-Bretagne. Taylor meurt en 1905 ; la vente de sa collection se déroule en juillet 1912 : Rigi bleu y est acheté pour 2 700 guinées, puis revendu aux enchères chez Christie's et acquis par Agnew's, qui a acheté environ les deux tiers des Turner de la collection de Taylor lors de cette vente. Le Rigi bleu est vendu par Agnew's à un négociant en coton londonien, Walter H. Jones ; après la mort de sa veuve, Maud, Rigi bleu est acquis pour la troisième fois par Agnew's lors d'une vente aux enchères chez Christie's, en juillet 1942, pour 1 500 guinées, et vendu à un collectionneur privé ; il reste dans cette collection jusqu'en 2006. En janvier 2000, Rigi bleu est reproduit en frontispice du catalogue accompagnant une exposition d'aquarelles de Turner à la Royal Academy of Arts. 
Rigi bleu est vendu aux enchères pour la quatrième fois chez Christie's le 5 juin 2006 pour 5,832 millions de livres sterling, prime d'achat comprise ; l'estimation était de 2 000 000 livres,. L'ancien record pour une œuvre britannique sur papier, Pandora de Dante Gabriel Rossetti qui avait atteinte 2,6 millions de livres sterling en 2000, a été doublé. L'œuvre se voit refuser temporairement une licence d'exportation et est acquise par la Tate Gallery en 2007 à un prix équivalent (après déduction des allègements fiscaux) de 4,95 millions de livres sterling - la plus grosse somme payée par la Tate pour une seule œuvre d'art. L'acquisition a été financée par 1 950 000 livres du National Heritage Memorial Fund, 2 millions de livres sur les fonds propres de la Tate, 500 000 livres de l'association Art Fund et 582 000 livres collectés dans le cadre d'une souscription publique « Save the Blue Rigi ».

### Rigi rouge
Rigi rouge (The Red Rigi), où le sommet est rougi par le soleil du soir, a été acquis par Hugh Andrew Johnstone Munro of Novar (en), un des mécènes de Turner. Il est entré ensuite par l'intermédiaire d' Agnew's dans la collection de John Edward Taylor ; à sa vente après décès en juillet 1912, Agnew's l'achète pour 2 100 guinées ; il le vend à R. A. Tatton ; le tableau passe en vente chez Christie's en 1928, est acquis par Agnew's qui le vend au négociant en coton Walter H. Jones, qui avait déjà acheté le Rigi bleu. Après la mort de la veuve de Jones, les deux tableaux, Rigi rouge et Rigi bleu, sont vendus, avec dix-sept autres de Turner, chez Christie's le 3 juillet 1942 pour 1 100 guinées.
Il a été acquis en 1947 par la National Gallery of Victoria à Melbourne, dans le cadre du legs Felton (en).

### Rigi noir
Rigi noir (The Dark Rigi), une vue du Rigi au petit matin, faisait partie d'une collection privée en Grande-Bretagne depuis 1975. Il a figuré à l'exposition Turner und die Schweiz au Kunsthaus de Zurich (octobre 1976-janvier 1977). 
Il a été vendu à un collectionneur privé en février 2006 pour 2,7 millions de livres sterling. Un projet de vente à la National Gallery of Art de Washington a été abandonné lorsque le gouvernement britannique a imposé une interdiction d'exportation temporaire,,.

## Exposition
Du 22 janvier au 25 mars 2007, les trois aquarelles Rigi ont été réunies pour la première fois lors d'une exposition à la Tate Gallery, puis de nouveau en 2014 dans l'exposition "Late Turner : Painting Set Free.